# Chlorothraupis carmioli
Chlorothraupis carmioli е вид птица от семейство Cardinalidae.

## Разпространение
Видът е разпространен в Боливия, Колумбия, Коста Рика, Еквадор, Никарагуа, Панама и Перу.